# Dubyaea
Dubyaea é um género botânico pertencente à família Asteraceae.